# Stołek (góra)
Stołek lub Stodołek, lub Kazalnica (niem. Predigtstuhl, 761 m n.p.m.) — spłaszczony szczyt w polskiej części Gór Orlickich w Sudetach Środkowych, w bocznym grzbiecie, na wschód od miejscowości Podgórze. Zbudowany z łupków łyszczykowych należących do metamorfiku bystrzycko-orlickiego. W większości porośnięty lasami regla dolnego, w tym dobrze zachowanymi lasami liściastymi i mieszanymi (żyzne buczyny, jaworzyny).
Zboczem biegnie Droga ku Szczęściu, łącząca Duszniki-Zdrój z Drogą Orlicką.